# Histoire de la justice
Pour un article plus général, voir Justice.

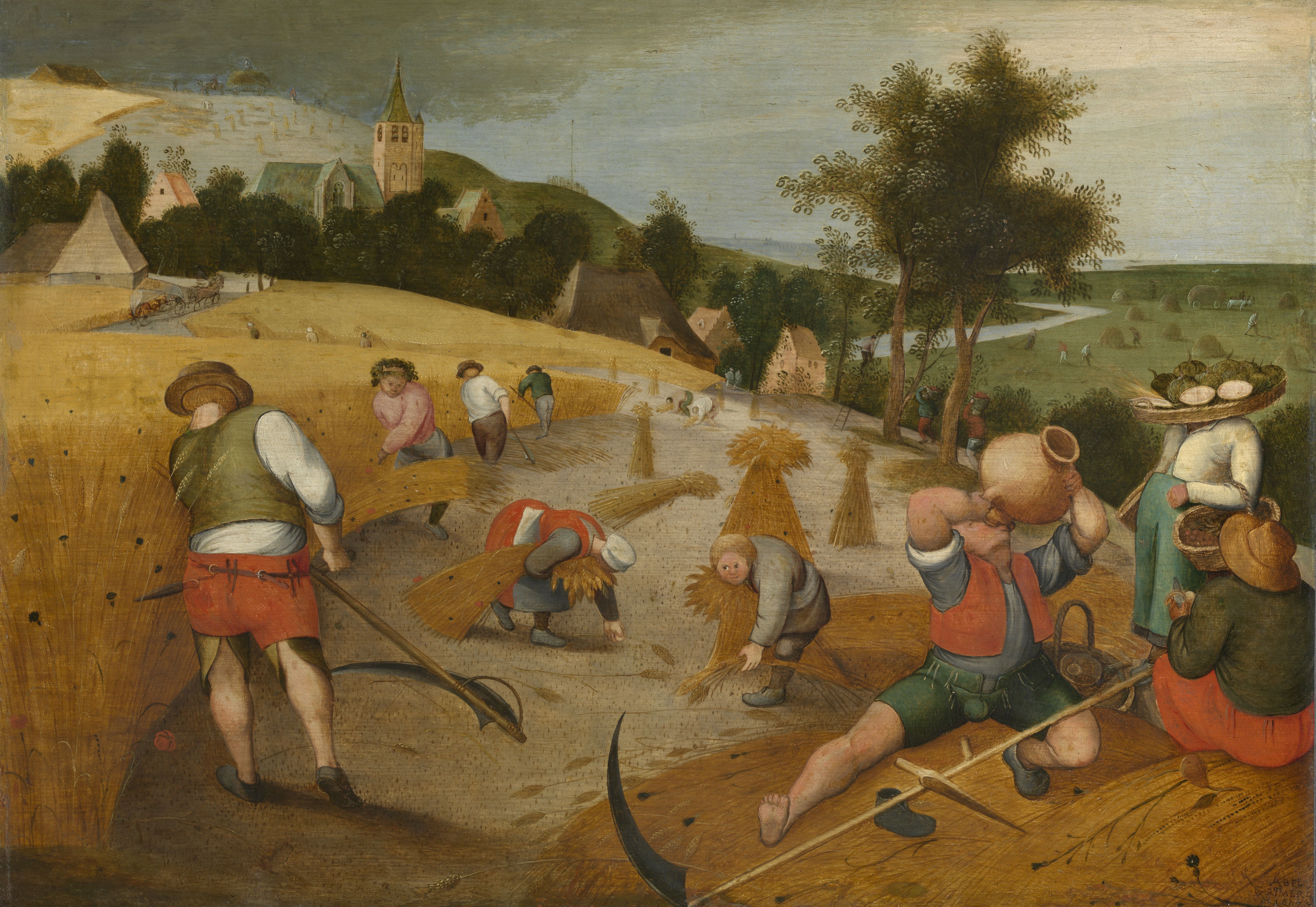
Le partage des récoltes : la naissance d'un besoin de justice ?

L’histoire de la justice est le courant historique étudiant la justice, ses pratiques, ses influences et ses évolutions dans les sociétés passées.
D'après les théories du contrat social, il ne peut exister de civilisation sans droit. Les premières civilisations datent de la préhistoire, et plus précisément du Néolithique avec l'apparition de l'agriculture et de l'élevage. On peut donc en déduire que les premiers droits ont été élaborés à cette période.
Les groupes humains se rapprochant pour former des villages, des règles de vie en communauté (ou droits) ont surement dû être élaborées pour déterminer le partage des récoltes et punir les premiers criminels. Cependant, ceci n'est qu'une hypothèse car il n'existe plus aucun témoin, ni trace (l'écriture n'ayant pas encore été inventée).

## Sources et méthodologie
L’histoire de la justice en tant que telle s’est développée tardivement, au cours des années 1970 et 1980. Auparavant, les sources sur les réalités judiciaires anciennes étaient utilisées par les chercheurs pour l'étude des pratiques sociales et économiques.
Depuis lors, l’intérêt des historiens porte sur des thèmes propres au monde de la justice, sans nier les liens avec les pratiques sociales et le rôle de la justice dans de nombreux aspects des sociétés (en cela, l’histoire du droit, construit et s’appliquant à une société, fait bien partie du grand ensemble des sciences sociales). L’historien cherche ainsi à comprendre l’écart entre le droit et les pratiques, tout en refusant de s’attacher au singulier (aux situations personnelles) pour saisir l’essence des pratiques juridiques. Il porte également son intérêt au contexte normatif et institutionnel (qui peut être décrit dans les corpus de lois conservés) et aux formes juridiques (les procédures, les interprétations de la loi…). Ainsi, les trois pistes de recherches privilégiées dans les études récentes sont la violence/criminalité, le procès et la prison. Certains portent également leur attention sur la sociologie de la justice : professions du droit, plaignants et accusés…
Les sources disponibles pour ces recherches sont donc variées. Pour les périodes anciennes, elles consistent en corpus de lois conservés, en commentaires par des juristes, mais aussi en passages conservés dans des sources plus narratives : des textes d’historiens anciens mentionnant des procès, des crimes, ou même des plaidoyers/réquisitoires comme on en a conservé pour les civilisations grecques et romaines.
Les périodes plus récentes, dès les Temps Modernes, permettent, outre l’étude des codes de lois, des commentaires des juristes et des discours, de baser les recherches sur les nombreuses archives juridiques conservées : judiciaires, pénitentiaires… On retrouve dans ces archives des textes normatifs imprimés, mais aussi des sources manuscrites sur les procédures appliquées, des actes de la pratique, des témoignages en justice.
Du point de vue de la méthode, l’étude des textes (historiens anciens, plaidoyers/réquisitoires, commentaires de juriste et textes de lois) doit se faire en portant une attention particulière à l’aspect formel du droit (les procédures, les contrats…) et à la qualification des actes jugés comme prohibés (puisqu’ils influent sur les décisions du tribunal et documentent une vision qui est celle de la société concernée) : en cela, le droit ne s’applique pas directement aux faits mais à des catégories, qui permettent l’interprétation des faits.
Pour les masses documentaires disponibles à partir de la période moderne, l’approche quantitative est plus courante. Elle se base sur deux étapes : d’abord, la constitution d’un corpus (qui peut se dérouler selon trois fonctionnements : chercher à être le plus exhaustif, procéder à un échantillonnage, ou se concentrer sur un espace géographique restreint, mais en étant exhaustif à son sujet). Ensuite, ce corpus peut être analysé selon les questions de recherches du chercheur : il peut, par exemple, s’agir de la répartition socio-culturelle des plaidants, ou de la durée et des coûts des procès. Ces différences de pratique ont ainsi creusé l’écart entre les historiens de la justice antique et médiévale et ceux centrés sur la justice moderne et contemporaine.
L’histoire de la justice est un courant historique pratiqué à la fois par des historiens intéressés par le droit et par des juristes portant de l’intérêt à l’histoire, ce qui assure à ce courant une diversité bienvenue de perspectives pour l'avancement de la recherche.

## Antiquité
Depuis l'Antiquité, la sphère de la justice et de la politique sont intimement mêlées. Cette situation conduit à une personnification du pouvoir judiciaire, où la justice est un arbitrage du souverain.
L'Égypte antique connaissait une forme de règlement des conflits. La justice y était vue comme un moyen de retourner vers le calme, le chaos étant une anomalie qu'il faut supprimer.
Entre le VIIIe et le VIIe siècle av. J.-C., les prêtres et les juges Lévites (dynastie à laquelle appartenait Moïse) qui sont chargés par Dieu de la fonction juridique (Deutéronome 17:9), la justice est par ailleurs assimilée à un attribut ou une production du divin dans la majorité des écrits juifs (Psaumes 89:14, Isaïe 45:8, ...).
En droit romain, la justice n'est pas inspirée par les dieux mais uniquement sous leur patronage.

## Moyen Âge

### La justice sous la dynastie capétienne (Xe-XVe siècles)
La notion même de « justice » est assez compliquée à définir à l’époque, car cette dernière ne correspond pas aux standards judiciaires actuels. Par la suite, si l’on doit tout de même employer ce terme, on peut dire que la « justice capétienne » était, entre les Xe et XIIe siècles, plutôt décentralisée et que, de ce fait les décisions judiciaires étaient rarement suivies d’actes concrets. Ensuite, à partir du XIIIe siècle, la multiplication des tribunaux locaux et la mise en place d’organes judiciaires comme celui de « l’enquête » font en sorte d’uniformiser, d’administrer et de règlementer la « justice » sur l’ensemble du royaume. Les procédures en cours étaient cependant loin d’être idéales. Par exemple, les chevaliers ne pouvaient être jugés que par leurs pairs quand les simples citoyens se voyaient imposer une représentation de la défense par une entité tierce. Ainsi, les décisions de justice étaient très peu équitables. Autrement, la législation judiciaire de l’époque était composée en majorité par des injonctions religieuses relatives au mariage, à l’homosexualité, à l’adultère, etc. En ce qui concerne les « peines » encourues pour les crimes, qui étaient plutôt appelés « méfaits » à l’époque, celles-ci sont, en général, assez expéditives. Par exemple, jusqu’au XVe siècle, le viol était quasiment toujours sanctionné de la castration. Autrement, la torture était une pratique courante durant la période des procédures judiciaires pour « méfaits » graves. C’est réellement aux XIVe et XVe siècles que les institutions judiciaires capétiennes, tel qu’entendu « contemporainement », se forment, notamment avec l’organisation progressive de la cour royale en plusieurs « chambres » judiciaires. Enfin, la « rudesse judiciaire » de la période capétienne se caractérise d’abord par une violence sociétale générale se cristallisant notamment dans les grandes agglomérations naissantes, violences urbaines étant le reflet d’une violence générale qui « prend appui » dans les villes qui sont ses « points de ressource ».

### Naissance de la justice chrétienne
L'Église catholique romaine juge des conflits qui lui sont soumis en raison de leur nature religieuse (tel le mariage qui ne peut être jugé que par les juges religieux) ou en raison de leur zone géographique (conflit se déroulant sur son territoire).
Selon le médiéviste Robert Jacob, « tandis que l’emploi de l’ordalie et du serment comme modes de résolution des litiges est partout attesté dans l’Ancien Monde, l’Occident latin est la seule aire culturelle qui tout à la fois en ait usé abondamment pendant plusieurs siècles de son histoire et les ait combiné avec le monothéisme ».
Ce « modèle carolingien », comme l’appelle Robert Jacob, se répand dans toute l’Europe jusqu’au XIIe siècle, période qui voit une révolution processuelle donnant à la justice occidentale son visage actuel. La renaissance du XIIe siècle se manifeste notamment par la redécouverte du droit romain dans les universités médiévales, laquelle donne lieu au quatrième concile du Latran en 1215 (canon 8, Qualiter et quando), lequel fixe le "mode inquisitoire", qui peut désormais être mis en œuvre alternativement au "mode accusatoire" et au "mode de dénonciation". Le concile interdit également au clergé de recourir aux ordalies. Peu à peu, la procédure inquisitoire devient dominante dans les pays de tradition romano-canonique pour juger les causes judiciaires les plus graves (au pénal), à l'exception du monde anglo-saxon.

### Naissance de la justice decommon law
Dès Henri Ier, un Justicia est en place comme chef de l’administration et vice-roi en l’absence du souverain. Au niveau local, le nombre de juges par province est augmenté et des tribunaux royaux sont mis en place, tribunaux qui deviennent la première instance pour tous les hommes libres. Au niveau central est établi le Bench of Common Pleas, composé de juges permanents.
Dans ce cadre, un corps de juges royaux se forma. Ceux-ci se spécialisèrent, devenant ainsi des professionnels du droit, ayant pour la plupart une connaissance pratique plus que théorique, appliquant tous une loi commune. D’origines et de milieux différents, ils avaient pour point commun d’être au service du roi.
Ce système combinait donc les avantages de la présence de juges locaux (connaissant la réalité du terrain) et des juges fixes au niveau central. Dans ce contexte, l’importance des courts seigneuriaux et le pouvoir des barons s’en trouvèrent fortement diminué au profit du roi, celui-ci donnant des injonctions précises au tribunaux locaux pour la gestion des cas.
La Common Law avait d’autres caractéristiques qui détonne dans le contexte européen de l’époque. L’archivage des tribunaux locaux était pratiqué. Il s’agissait d’une action laissée aux nouveaux juges pour perfectionner leur apprentissage. Cette opération permettait d’utiliser la jurisprudence : pour avoir accès aux tribunaux, il fallait qu’une plainte soit semblable à des cas archivés, même si les juges royaux gardaient une liberté d’ajouter des cas ou de refuser des cas semblables.
De même, la Common Law abandonne dès le XIIe siècle les modes de preuves archaïques tels que l’ordalie ou les combats juridiques. Elle se développe avec un nouveau mode de décision, le jury, mieux considéré car considéré comme un mode de preuve moins primitif et moins unilatéral. Le roi voyait en effet d’un mauvais œil ces systèmes anciens, qui l’empêchaient de punir les criminels et d’asseoir son autorité.
Cette centralisation avait pour avantage d’offrir un accès plus large à la loi à la population. Cependant, la longueur de ce processus nécessitant des auditions et une enquête constituait un inconvénient, si bien que parfois, le procès n’avait pas lieu mais était remplacé par un ordre exécutif pour prendre les mesures nécessaires à la réparation, appelés Writs.
La Common Law n’apparait donc pas comme une architecture bâtie d’un coup par un homme mais comme une construction de longue haleine, débouchant aux alentours de 1200 sur l’existence en Angleterre d’une loi nationale, et plus d’une multitude de traditions locales, comme auparavant en Angleterre et en même temps en Europe continentale.

## Philosophie des Lumières
D’Alembert salue le fonctionnement de la justice dans la République de Genève de son époque. Le fonctionnement de la justice est, en effet, exemplaire et donne des gages d’impartialité. En effet, un procureur général est élu pour 3 ans; il a pour fonction de représenter l’État et de défendre les agressés. Cependant, il doit qualifier le délit et détailler les raisons de demander la peine. Tout cela se déroule avec une vérification de la légalité de la procédure et un tri des éléments pertinents : chaque réquisitoire est donc équitable et la justice s’ancre dans la certitude. La présomption d’innocence s’ajoute comme nouveauté de ce système et un avocat est présent pour défendre l’accusé. Contrairement au système d’Ancien Régime en France, le jugement doit être motivé en public, afin de limiter l’arbitraire du juge. Les Lumières soulignent la modération de la justice : l’abolition de la torture, le recul de la peine de mort et du bannissement perpétuel et le développement de la « prison domestique ».

## Époque Contemporaine

### Justice raciale

#### Régime nazi
Dans le droit nazi, l’obligation de se faire stériliser était décrétée par des tribunaux spécialisés.

### La justice communiste
Après la Seconde Guerre mondiale, le monde s’est divisé en deux blocs opposés. Le bloc de l’Ouest préconise une justice libérale. Il s'agit d'une forme de justice dont l’objectif premier est de garantir la liberté de tout individu tant que cela n’empiète pas la liberté d’autrui. Ainsi, cette justice vise à punir les individus qui nuisent à la liberté d’autres individus.
Le bloc soviétique ou bloc de l'Est diffère de l’Ouest du point de vue de la justice. En effet, les Soviétiques ont établi une justice dont le but est de protéger l’idéologie de l’État. Les moyens mis en place par les juristes soviétiques sont la répression et la rééducation. La répression vise les individus jugés les plus dangereux tandis que la rééducation vise les individus jugés inconscients de leurs actes. Ce jugement s’effectue en fonction de la nature du danger: action ou omission de la part de l’individu. Les peines encourues sont les suivantes : la privation de liberté, l’interdiction de séjour, le travail correctif, la privation de droit, l’amende, le blâme, la confiscation de biens et la rétrogradation militaire. La peine de mort par fusillade est réservée aux traitres et aux meurtriers.
Une caractéristique du droit pénal soviétique est sa rétroactivité là où les lois libérales n’entrent en vigueur qu’à partir de leur promulgation. Ainsi l’URSS punit les individus pour des actions qu’ils ont commises avant qu’ielles ne soient rendues illégales. Le régime communiste chinois partage aussi cette rétroactivité des lois.